# Sergej Tjepikov
Sergej Vladimirovitj Tjeptjkov (ryska: Сергей Владмирович Чепиков), född den 30 januari 1967, är en rysk före detta skidskytt som under början av sin karriär tävlade för Sovjetunionen. 
Tjeptjkov tillhörde världseliten från slutet av 1980-talet till 2006 då han avslutade sin karriär. Två gånger vann han den totala världscupen (säsongerna 1989/1990 och 1990/1991). Totalt blev det fem segrar i världscupen. 
Tjeptjkov deltog i fem olympiska spel och totalt blev det sex medaljer varav två guld, dels stafettguldet från 1988 med Sovjetunionen, dels seger i sprintdistansen vid OS 1994. Förutom OS-medaljerna har Tjepikov sju VM-medaljer i skidskytte.